# فدية أسير
الفِدية أو الفِكاك تعني مبلغًا من المال أو السلع تُطلب مقابل إطلاق سراح الرهائن أو إعادة عنصر صودِر مصادرة غير قانونية أو مقابل إطلاق بيانات مشفرة بواسطة برامج الفدية. وعملية المقايضة هذه تسمى افتداءً.